# Nikola Stojić
Nikola Stojić, srbski veslač, * 15. december 1974, Beograd.
Stojić je od leta 2000 nastopil na treh zaporednih Olimpijadah.
Leta 2006 ga je Olimpijski komite Srbije razglasil za športnika leta v Srbiji.